# Diemjan Baryszew
Diemjan Siemionowicz Baryszew (ros. Демьян Семёнович Барышев, ur. 1903 we wsi Zielonoje w guberni jekaterynosławskiej, zm. 4 lutego 1944) – radziecki działacz partyjny i państwowy.

## Życiorys
W latach 1925–1927 służył w Armii Czerwonej, 1928-1929 był przewodniczącym lokalnego komitetu milicji robotniczo-chłopskiej Dnieprostroja, a 1929-1931 propagandzistą i kierownikiem partyjnego gabinetu rejonowego komitetu KP(b)U Dnieprostroja, 1931-1933 studiował w Moskiewskim Komunistycznym Uniwersytecie Nauk Społecznych. W 1933 został zastępcą szefa Wydziału Politycznego Sowchozu, potem do 1938 był szefem Wydziału Politycznego Sowchozu, 1938 I sekretarzem Samarskiego Komitetu Rejonowego w obwodzie wschodniokazachstańskim, a 1938-1939 szefem wschodniokazachstańskiego obwodowego oddziału rolnego. W 1939 był przewodniczącym Komitetu Wykonawczego Wschodniokazachstańskiej Rady Obwodowej, od 1939 do stycznia 1940 p.o. przewodniczącego Komitetu Wykonawczego Semipałatyńskiej Rady Obwodowej, a od stycznia 1940 do października 1943 przewodniczącym Komitetu Wykonawczego Wschodniokazachstańskiej Rady Obwodowej. Został odznaczony Orderem Znak Honoru.